# Universitätsbibliothek der Medizinischen Universität Wien
Die Universitätsbibliothek der Medizinischen Universität Wien ist eine Bibliothek der Medizinischen Universität Wien.

## Geschichte
Im Zuge der Neuregelung der staatlichen Universitäten in Österreich durch das Universitätsgesetz 2002 erfolgte mit 1. Januar 2004 die Neuerrichtung medizinischer Universitäten in Graz, Innsbruck und Wien. Die bis dahin selbständige Österreichische Zentralbibliothek für Medizin wurde als Universitätsbibliothek zu einer Organisationseinheit der Medizinischen Universität Wien.

## Bestände und Online-Ressourcen
- Die Universitätsbibliothek der Medizinischen Universität Wien ist mit einem Bestand von ca. 570.000 Monographien und Zeitschriftenbänden die größte Medizinbibliothek in Österreich. Die Bibliothek gliedert sich in die Hauptbibliothek im Allgemeinen Krankenhaus der Stadt Wien (Universitätskliniken) sowie zwei Zweigbibliotheken (Zahnmedizin, Geschichte der Medizin) und 37 Instituts- und Klinikaufstellungen.
- Jährlich werden ca. 7.000 Monographien erworben.
- Die Bibliothek abonniert ca. 1.800 Print-Zeitschriften; weiter wurden für ca. 2.700 elektronische Zeitschriften Konsortial- oder Einzellizenzen abgeschlossen.
- Lizenziert werden u. a. die Literaturdatenbanken MEDLINE, BIOSIS, CINAHL, EMBASE, INSPEC, PASCAL Biomed, PsycINFO, PsyndexPlus und ISI Web of Science.

## Projekte und Kooperationen
- Die Universitätsbibliothek der Medizinischen Universität Wien ist Mitglied im Österreichischen Bibliothekenverbund und beteiligt sich neben dem Bibliotheksverbundkatalog auch an der Österreichischen Dissertationsdatenbank und dem eDOC-Projekt.
- Die Universitätsbibliothek ist Kooperationspartner bei der EZB (Elektronische Zeitschriftenbibliothek) und – neben der Österreichischen Zentralbibliothek für Physik – einzige österreichische Lieferbibliothek bei subito, dem Dokumentenlieferdienst wissenschaftlicher Bibliotheken.
- Die Universitätsbibliothek ist eines von 13 Gründungsmitgliedern der Kooperation „E-Medien Österreich“, wodurch die Lizenzierung von elektronischen Medien über Konsortien an den österreichischen wissenschaftlichen Bibliotheken optimiert werden soll.
- Die Universitätsbibliothek ist mit zwei Lehrveranstaltungen im Themenbereich Wissenschaft und Medizin im MedCurrWien integriert.
- Der Leiter der Universitätsbibliothek ist Mitglied in der Arbeitsgemeinschaft der Bibliotheksdirektor/innen Österreichs, die das Ziel verfolgt, die Kooperation der Universitätsbibliotheken an den 21 österreichischen staatlichen Universitäten zu intensivieren.